# Degaña (Parroquia)
Degaña ist eine Parroquia und gleichzeitig der Hauptort der Gemeinde Degaña in der Autonomen Gemeinschaft Asturien im Norden Spaniens.

Die 359 Einwohner (2011) leben in drei Dörfern auf einer Fläche von 46,64 km² in einer Höhe von 1239 m über NN.

Das Naherholungsgebiet „Area recreativa Puerto Degaña“ in der Höhe von 1.341 m über NN auf dem Pass Puerto de Degaña (42° 57′ 17″ N, 6° 26′ 23″ W) hat nicht nur in der Parroquia einen hohen Stellenwert.

## Flüsse und Seen
Der Río Ibias ist der größte Fluss der Gemeinde, der auch durch die Parroquia fließt.

## Verkehrsanbindung
- Nächster internationaler Flugplatz: Flughafen León.
- Haltestellen der FEVE sind in jedem Ort.
- Die AS-15 ist die Hauptverkehrsstraße der Gemeinde, welche auch direkt durch Degaña führt.

## Wirtschaft
Seit alters her ist die Landwirtschaft – und besonders die Viehwirtschaft mit all ihren Nebenbetrieben wie Molkereien, Käsereien usw. – die Haupteinnahmequelle der Gemeinde. Der größte Arbeitgeber ist noch heute der Bergbau, welcher speziell im benachbarten Villablino noch heute größere Minen betreibt. Das Dienstleistungsgewerbe mit der Tourismusindustrie ist auch hier die Sparte mit dem größten Wachstum.

## Sehenswertes
- Kirche „Iglesia de Santiago Apóstol“ in Degaña

## Feste und Feiern
- 25. Juli: Feria de Santiago in Degaña
- 6. August: Feria de El Salvador in Fondos de Vega

## Dörfer und Weiler
Der Parroquia sind 3 Dörfer zugeordnet:
- Degaña – 226 Einwohner (2011) 42° 56′ 24″ N, 6° 34′ 14″ W
- Fondos de Vega (Fanduveigas) – 58 Einwohner (2011) 42° 57′ 8″ N, 6° 36′ 48″ W
- Rebollar – 75 Einwohner (2011) 42° 56′ 40″ N, 6° 36′ 26″ W